# Ярмарка тщеславия (телесериал, 1998)
«Ярмарка тщеславия» (англ. Vanity Fair) — телевизионный сериал 1998 года режиссёра Марка Мандена, снятый по роману Уильяма Теккерея. Состоит из 6 эпизодов по 50 минут. Был с интересом воспринят зрителями, получив средние отзывы от критиков.

## Сюжет
Адаптация одноимённого романа.

## Актёрский состав
| В ролях              |  | Персонаж           |
| -------------------- |  | ------------------ |
| Наташа Литтл         |  | Бекки Шарп         |
| Фрэнсис Грей         |  | Амелия Седли       |
| Дэвид Росс           |  | мистер Седли       |
| Филип Гленистер      |  | Уильям Доббин      |
| Мишель Дотрис        |  | миссис Седли       |
| Джанин Дувитски      |  | миссис Бьют Кроули |
| Антон Лессер         |  | мистер Питт Кроули |
| Натаниель Паркер     |  | Родон Кроули       |
| Джереми Свифт        |  | Джоз Седли         |
| Том Уорд             |  | Джордж Осборн      |
| Стивен Фрост         |  | Бьют Кроули        |
| Тим Вудворд          |  | мистер Джон Осборн |
| Фрэнсис Томелти      |  | миссис О’Дауд      |
| Марк Ламберт         |  | майор О’Дауд       |
| Дэвид Брэдли         |  | сэр Питт Кроули    |
| Мириам Маргулис      |  | мисс Кроули        |
| Эбигейл Тоу          |  | Джейн Осборн       |
| Сильвестра Ле Тузель |  | леди Джейн Кроули  |
| Джерард Мёрфи        |  | лорд Стэйн         |
| Сара Пауэлл          |  | мисс Суорц         |
| Джоанна Скэнлэн      |  | леди Краули        |

## Награды и номинации
Полный перечень наград и номинаций — на сайте IMDB.
| Премия                                                             | Категория                           | Имя                     | Результат |
| ------------------------------------------------------------------ | ----------------------------------- | ----------------------- | --------- |
| Banff Television Festival 1999 г.                                  | Специальный приз жюри               | Би-би-си                | Победа    |
| Television and Radio Industries Club Awards 1999 г.                | TRIC Award                          | Программа года Би-би-си | Победа    |
| Biarritz International Festival of Audiovisual Programming 1999 г. | Golden FIPA (телесериал)            | Марк Манден             | Победа    |
| Biarritz International Festival of Audiovisual Programming 1999 г. | Golden FIPA (актриса телесериала)   | Наташа Литтл            | Победа    |
| Biarritz International Festival of Audiovisual Programming 1999 г. | Golden FIPA (сценарист телесериала) | Эндрю Дэвис             | Победа    |